# Nebelspalter
Der Nebelspalter ist eine Schweizer Zeitschrift mit satirischer, seit 2021 politisch rechtsbürgerlicher Ausrichtung.
Die Zeitschrift wurde von Jean Nötzli (1844–1900) und Franz Friedrich Boscovits in Zürich als „Illustriertes humoristisch-politisches Wochenblatt“ gegründet. Seit Ende 1996 erschien sie als Monatszeitschrift. Der Nebelspalter war seit der Einstellung des englischen Punch (1841–2002) das älteste Satiremagazin der Welt.
2021 übernahm der Publizist Markus Somm mit 70 Investoren das Blatt und unterzog es einem Relaunch mit „pointiert rechtsbürgerliche[r]“ Ausrichtung.

## Aufstieg zur nationalen Institution
Alfred Hartmann, jahrzehntelang Herausgeber der Satirezeitschrift Der Postheiri, führte ihre Einstellung 1875 unmittelbar auf den Erfolg des konkurrierenden Nebelspalters zurück:

„Plötzlich stießen sämtliche demokratischen und anderen Zeitungen die dem Postheiri nicht grün waren, ins Horn: «Der Postheiri ist veraltet und blöd geworden! Herunter mit ihm! Der Nebelspalter ist der neue Messias des Schweizer Witzes und Humors!» … Viele glaubten dieser Verheißung. Die Abonnenten des Postheiri schwanden wie der Schnee an der Märzensonne. Was war dagegen zu machen?“

Leiter des Unternehmens waren Jean Nötzli (1875–1900), der für die Textbeiträge sorgte, und Johann Friedrich Boscovits (später genannt Senior, 1845–1918), der für die Illustrationen verantwortlich und Redaktor war, und der von 1902 bis 1912 auch als Verleger wirkte. Beide dienten dem gemeinsamen Werk bis zu ihrem Tod. Sohn Fritz Boscovits (1871–1965) war Illustrator schon während seinem Kunststudium in München von 1890 an. Bis ins Alter von 90 Jahren publizierte er mehr als 5000 Zeichnungen und Karikaturen. – Von Anfang an behandelt der Nebelspalter Themen von Zürcher Ereignissen, auch Mode, Wirtschafts- und Sozialpolitik, im Weiteren die Politik der Schweiz und die Weltpolitik. In den Jahren der Weltkriege und der Wirtschaftskrise herrschte Ernst, und während des Kampfes der Großmächte wirkte die Satire für die Freiheit, die Gerechtigkeit und die Mitmenschlichkeit.
Seine beste Zeit hatte der Nebelspalter in den 1930er und 1940er Jahren, als er die Gewaltakte und die Ideologie der Nationalsozialisten und ihrer Mitläufer in der Schweiz – der Frontisten – anprangerte. 1933 wurde der Nebelspalter im Deutschen Reich verboten. Unterdessen schnellte in der Schweiz die Auflage in die Höhe: 1922, als der Rorschacher Verleger Ernst Löpfe-Benz den Nebelspalter übernommen hatte, betrug sie nur 364 Exemplare. 1945 belief sie sich auf 30'000. Der Nebelspalter hatte gegenüber dem Nationalsozialismus ein Selbstverständnis als „Speerspitze der geistigen Landesverteidigung“ entwickelt, das er im Kalten Krieg gegenüber dem Kommunismus bis in die 1960er Jahre aufrechterhielt.
Ihre Popularität verdankte die „Nebi“ genannte Zeitschrift zu einem Grossteil dem damaligen Chefredaktor Carl Böckli. Unter dem Kürzel „Bö“ fertigte dieser bis 1962 Tausende Zeichnungen und Texte. Bis in die 1970er Jahre stieg die Auflage auf 70'000 Exemplare. Über Jahrzehnte figurierte der Nebelspalter als satirisches Leitmedium und als Talentschmiede der Schweiz, mit der Künstlerbiografien verknüpft sind, etwa jene von bekannten Zeichnern wie René Gilsi, Jakob Nef, Fritz Behrendt, Werner Büchi, Nico Cadsky, Horst Haitzinger, Satirikern wie César Keiser, Franz Hohler, Lorenz Keiser, Peter Stamm und Linard Bardill und dem bekannten Urner Maler Heinrich Danioth, der während 15 Jahren als Zeichner und Illustrator für den Nebelspalter tätig war, sowie dem Lyriker Albert Ehrismann, der über drei Jahrzehnte als ständiger Mitarbeiter hier über 1.600 Poeme publizierte.

## Krise der 1990er Jahre und drohendes Ende 1998
Mit der rasanten Entwicklung der Schweizer Medienlandschaft im letzten Drittel des 20. Jahrhunderts konnte der Nebelspalter nicht mehr mithalten. Karikaturen, Kolumnen und andere satirische Formen wanderten mehr und mehr in die Tagespresse und in die audiovisuellen Medien ab. Das zunehmend bieder wirkende Blatt verlor stetig an Abonnenten und Lesern. In den 1990er Jahren schlug unter Chefredaktor Iwan Raschle die radikale Neuausrichtung des Nebelspalter im Stile der Frankfurter Titanic fehl. Die Auflage sackte von 34'000 Exemplaren auf 17'000 ab, durch das schrumpfende Inseratevolumen verschärfte sich die Krise. Es folgten mehrere Wechsel in der Chefredaktion und 1996 der Verkauf des Titels an den Basler Friedrich Reinhardt Verlag. Auf Ende April 1998 wurde bei einer Auflage von 8'000 seine Einstellung angekündigt.

## Verleger Thomas Engeli 1998 bis 2020
1998 übernahm der Thurgauer Verleger Thomas Engeli in letzter Minute das marode Blatt. Ihm gelang es, den Abonnenten- und Leserschwund aufzuhalten und eine gegenläufige Entwicklung einzuleiten. Zum 130. Geburtstag des Titels im Jahr 2005 wagte der Nebelspalter offensichtlich mit einigem Erfolg den sanften Relaunch. Unter der mit Marco Ratschiller neu bestellten Redaktionsleitung vollzog der Titel ein Face-Lifting mit schlicht-feuilletonistischem Anstrich und schaffte es, namhafte Exponenten der aktuellen Schweizer Autoren- und Satireszene wie Andreas Thiel, Simon Enzler, Pedro Lenz, Gion Mathias Cavelty und Hans Suter für das Heft zu verpflichten. 2005 zählte die Zeitschrift wieder rund 150 und im Jahr 2006 rund 200 regelmässige Text- und Bildautoren. Anfang 2012 erschien der Nebelspalter mit einer Druckauflage von 21'000 Exemplaren und zählte gemäss der Marktforschungs-Studie MACH Basic 229'000 Leser pro Ausgabe. Die Nebelspalter-Hauptausgaben erscheinen zehnmal jährlich jeweils am ersten Freitag eines Monats (mit Ausnahme von August und Januar).

## Relaunch durch Markus Somm
Im Dezember 2020 gab der Nebelspalter bekannt, dass die Zeitschrift von der Klarsicht AG übernommen werde. Die Klarsicht AG war zuvor von Markus Somm gemeinsam mit mehr als 60 Investoren und dem Verwaltungsratspräsidenten Konrad Hummler gegründet worden. Der bisherige Herausgeber Thomas Engeli beteiligte sich dabei ebenfalls an der neuen Gesellschaft. Neuer Chefredaktor wurde Markus Somm. Herausgeber Thomas Engeli und der bisherige Chefredaktor Marco Ratschiller blieben dem Blatt erhalten. Im Rahmen der Übernahme wurde mitgeteilt, dass der Nebelspalter digital ab März 2021 neu lanciert werden und unter der Marke Nebelspalter neben Satire zukünftig auch seriöse Recherchen publiziert werden sollen. Alex Reichmuth werde für den Bereich Klima- und Energiepolitik zuständig sein. Laut Somm ist der neue «Nebelspalter» Mitte-rechts einzuordnen und wird als ein «dezidiert bürgerliches Medium» lanciert. Im Bereich der Satire sei es ihm aber «völlig egal, ob es linke oder rechte Satire ist», es müsse «einfach lustig sein».
Am 18. März 2021 wurde das neue Onlinemagazin des Nebelspalters aufgeschaltet. Statt satirischen Inhalten werden politische Texte und Videos veröffentlicht. Laut Eigenaussage auf der Website soll die Printausgabe bis auf Weiteres unverändert erscheinen. Mit der Septemberausgabe 2021 wurde der Relaunch auch auf die Printausgabe ausgeweitet. Als Vorbild gilt der französische Le Canard enchaîné, welcher Recherchejournalismus und Satire vermischt. Zeitgleich wurde auch der Titel-Schriftzug dem der Online-Variante angepasst.

## Verleger des Nebelspalters
- Jean Nötzli, Zürich, 1875–1900
- Nachlass Nötzli, 1900–1902
- Johann Friedrich Boscovits, Zürich, 1902–1912
- Fritz Ebersold, Zürich, 1912–1913
- Jean Frey AG, Zürich, 1914–1921
- Ernst Löpfe Benz AG, Rorschach, 1921–1996
- Friedrich Reinhardt AG, Basel, 1996–1998
- Engeli & Partner Verlag, Horn, 1998–2020
- Klarsicht AG, Winterthur, seit 2021

## Chefredaktoren
- Jean Nötzli, 1875–1900
- Edwin Hauser, 1900–1903 (Textredaktor)
- Johann Friedrich Boscovits (Bildredaktor seit 1900, Chefredaktor 1903–1914)
- Paul Altheer, 1914–1919 und 1922–1927
- Carl Böckli, 1927–1952 (Bildredaktion bis 1967)
- Franz Mächler, 1952–1984
- Werner Meyer-Léchot, 1984–1993
- Iwan Raschle, 1993–1996
- Jürg Vollmer, 1996
- Hans Suter, 2000–2004, nicht zu verwechseln mit dem aktuell Schreibenden Hans Suter
- Marco Ratschiller, 2005–2020
- Markus Somm, seit 2021

## Zeichner
- Fritz Behrendt
- Carl Böckli
- Fritz Boscovits
- Johann Friedrich Boscovits
- Werner Büchi
- Nico Cadsky
- Heinrich Danioth
- René Gilsi
- Horst Haitzinger
- Jakob Nef
- Gregor Rabinovitch